# ウィリアム・コーンウォリス

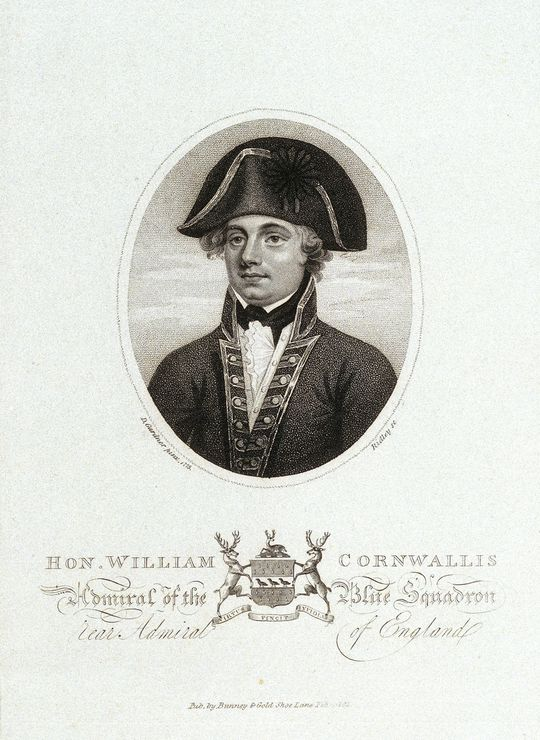
ウィリアム・コーンウォリス

サー・ウィリアム・コーンウォリス（英: Sir William Cornwallis、GCB、1744年2月10日 - 1819年7月5日）は、ナポレオン戦争期のイギリス海軍の軍人。兄はインド総督で初代コーンウォリス侯爵のチャールズ・コーンウォリスである。

## 生い立ちと初期の経歴
1755年に海軍に入った。急速に昇進を重ね、1766年に勅任艦長となる。それからしばらくの間、さまざまな艦を指揮して船団護衛などの平常時の任務をこなした。そして1779年にジョン・バイロン提督のもと、戦列艦ライオンの艦長をしていたが、7月6日のグレナダ島の海戦においてライオンは手ひどい損害を受けて、単独でジャマイカに帰還しなければならなかった。翌1780年3月、コーンウォリスはモンテ・クリスティ沖で僚艦2隻とともに優勢なフランス艦隊と交戦し、6月にはバミューダ付近でまた敵艦隊と遭遇した。フランス艦隊はロシャンボーの軍勢を北アメリカに輸送する途中で、戦列艦2隻と50門艦、フリゲート各1隻でしかないコーンウォリスの戦隊の相手としては強力すぎた。
ジブラルタル包囲戦に参加したあと、コーンウォリスは北アメリカに戻りサミュエル・フッド提督の指揮下でセント・キッツの海戦に、ジョージ・ロドニー提督の下セインツの海戦に参加した。この海戦については彼がロドニーの作戦指揮を口汚く非難した文書がいくつか残されている。
1788年、コーンウォリスは代将として東インドに赴任する。彼は1794年までインドで勤務した。ティープー・スルタンとの戦争ではポンディシェリ征服を援助するなど、一定の役割を果たした。彼は1793年2月1日に少将に、1794年7月4日に中将に昇任する。

## フランス革命戦争
フランス革命戦争期、コーンウォリスは海峡艦隊に所属していた。最も著名な行動は「コーンウォリスの退却」と呼ばれるものである。1795年6月16日、彼の4隻の戦列艦と2隻のフリゲートがブレスト沖を航行していると、12隻の戦列艦と何隻かの大型フリゲートからなるJoyeuse提督の艦隊に遭遇した。戦力差があまりにも大きかったので彼は撤退を決意するが、彼の艦隊のうち2隻は鈍足だったため取り残され、やがてフランス艦隊の攻撃を受けた。そして最後尾のマーズがひどく索具を損傷してフランス艦に取り囲まれそうになり、コーンウォリスは回頭してマーズの救援に向かう。この行動を見たフランス軍は至近距離に海峡艦隊がいるので引き返したのではと疑い、追跡を止めて引き返した。
このような行動は栄光の6月1日海戦や水兵の有能さのおかげでイギリス海軍の士気がフランスより勝っていた明白な証拠である。コーンウォリスの名声は高まり、彼の人間性は水兵や士官たちに非常に愛されるようになった。
1796年、コーンウォリスは命令不服従で軍法会議にかけられた。これは海軍本部が西インドに彼を配属しようとしたところ、健康問題を理由に拒否したためである。彼は無罪判決を受けた。
コーンウォリスは1799年に大将となり、ナポレオン戦争中に2度海峡艦隊の司令長官となった。その後は軍務には付いておらず、1815年にバス勲章を受けた後1819年に死んだ。彼にはさまざまな「ビリー・ゴー・タイト」（赤ら顔に由来する）、「ビリー・ブルー」、「コーチー」、「ミスター・ウィップ」などのニックネームがあった。このことからも彼が将兵に恨まれていたのではなく、親しまれていたことがよく分かる。